# Baldramsdorf

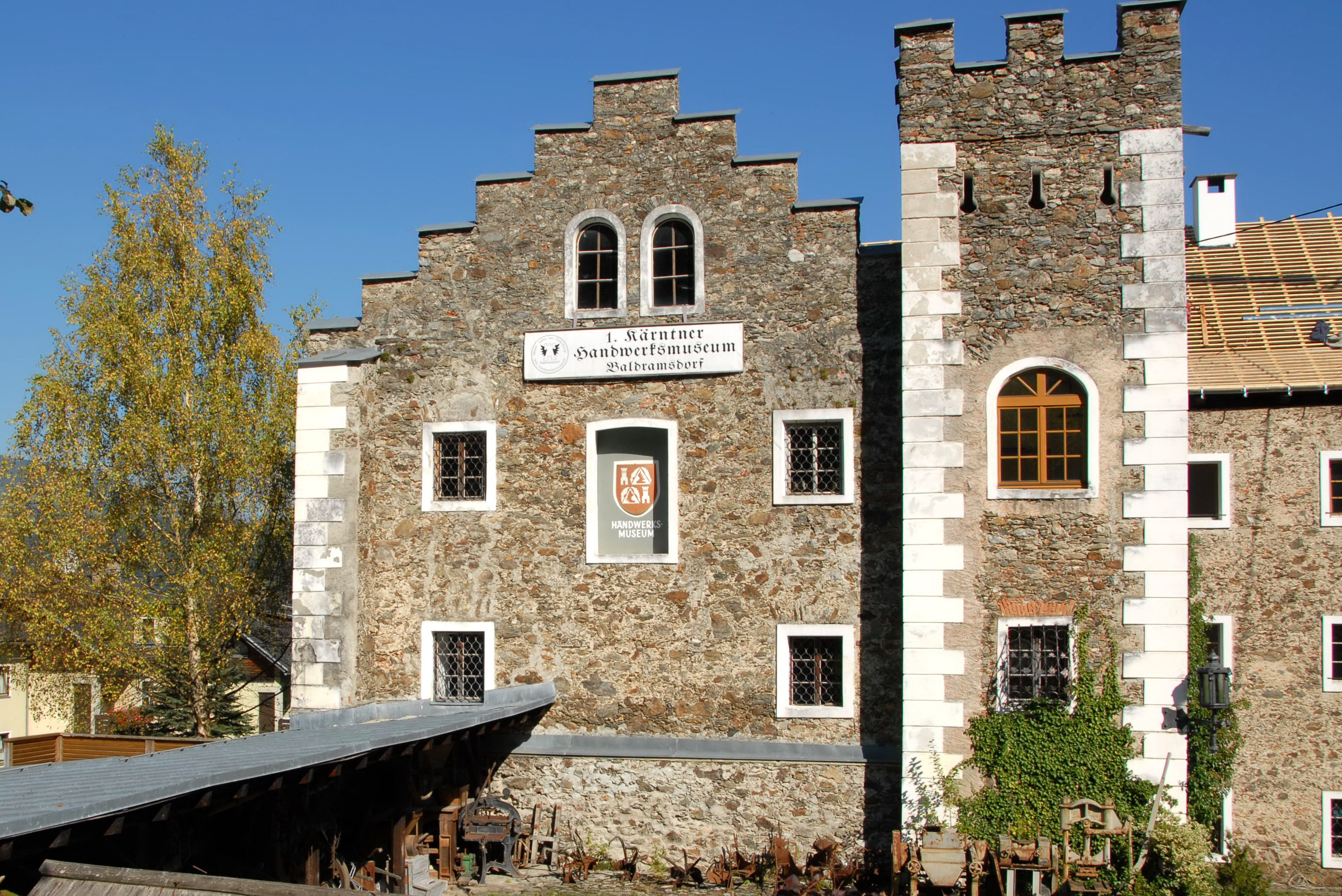
Hantverksmuseum.

Baldramsdorf är en ort och kommun i förbundslandet Kärnten i Österrike. Kommunen är belägen i mellersta Kärnten några kilometer väster om staden Spittal an der Drau. 
I kommunen ligger ruinen efter Ortenburg som omnämndes för första gången år 1093 och som gav namnet åt grevskapet. Orterna Baldramsdorf och Gschieß omnämndes i ett gåvobrev år 1166. Efter bygget av slottet Porcia i Spittal förlorade borgen Ortenburg sin betydelse och förföll.
1710 grundade fursten av Porcia ett kloster vid foten av Ortenburg för att bekämpa protestantismen. Klostrets byggnader inhyser idag ett hantverksmuseum.

## Orter
Kommunen består av tio orter (Ortschaften) (inom parentes invånarantal 1 januari 2024):

- Baldramsdorf (651)
- Faschendorf (54)
- Gendorf (298)
- Goldeck (0)
- Lampersberg (0)
- Oberaich (11)
- Rosenheim (340)
- Schüttbach (41)
- Schwaig (82)
- Unterhaus (369)